# Tălmaciu
Tălmaciu (en allemand Talmesch, en hongrois Tolmács et Nagytalmács) est une ville localisée dans le județ de Sibiu, en Transylvanie, Roumanie.

## Géographie
La ville de Tălmaciu est située au centre de la Roumanie, à 18 km au sud de Sibiu, dans le județ de Sibiu, en Transylvanie, à la proximité du carrefour des routes européennes E68 et E81 (c'est-à-dire des routes nationales roumaines DN1 et DN7). La ville compte 9 600 habitants et elle est proche des grandes forêts des Carpates.

## Histoire
L'occupation romaine dans l'Antiquité fait que l'essentiel de la population est d’origine latine. Les premières traces de l’existence de la ville remontent à 1244. Une importante communauté allemande (des Saxons) s’est installée, au Moyen Âge, dans la région, participant à son développement et influençant la vie culturelle et l’architecture locale.

## Économie
La vie économique est portée sur l’agriculture et l’élevage. Les forêts à proximité sont de plus en plus exploitées. L'industrie textile se développe également.

## Démographie
En 1992, la population de la ville était de 9 369 habitants, dont 8 754 Roumains, 237 Allemands (Saxons), 56 Hongrois et 302 Tsiganes.
Les données de 2011 trahissent une forte décroissance démographique due aussi bien à une fécondité en berne qu'à une émigration importante.
Les résultats du recensement publiés le 31 octobre 2011 ont confirmé cette baisse très rapide avec seulement 6881 habitants recensés en 2011 (-26,5% en 19 ans, de 1992 à 2011).
Lors du recensement de 2011, 89,77 % de la population se déclarent roumains, 3,09 % comme roms (5,73 % ne déclarent pas d'appartenance ethnique et 1,39 % déclarent appartenir à une autre ethnie).

## Politique
| Parti | Parti                                      | Sièges |
| ----- | ------------------------------------------ | ------ |
|       | Parti social-démocrate (PSD)               | 7      |
|       | Parti national libéral (PNL)               | 7      |
|       | Alliance des libéraux et démocrates (ALDE) | 1      |

## Objectifs touristiques

### Château de Tălmaciu
Attesté depuis 1370, le château est situé au sud de la localité, sur une colline qui domine le passage vers le défilé de l'Olt. Il a fait partie du système défensif du sud-est de la Transylvanie. Prouvant son inefficacité devant les incursions des Ottomans du XVe siècle, le château de Tălmaciu a été démoli, à la suite des ordres de Mathieu Corvin.

### Église fortifiée de Tălmaciu
L'église fut érigée au XIIIe siècle. Elle a subi des modifications radicales de 1829 à 1831.

## Jumelage
- Vitré (France) depuis 1999